# Clayton, Staffordshire
Clayton är en ort i unparished area Newcastle-under-Lyme, i distriktet Newcastle-under-Lyme, i grevskapet Staffordshire i England. Clayton var en civil parish 1896–1932 när blev den en del av Newcastle under Lyme. Civil parish hade 264 invånare år 1931.